# Brgujski kapuz
Brgujski kapuz, autohtona hrvatska sorta kupusa koja se sadi u Velom Brgudu. On je ujedno i relikt toga područja. Brgujski kupus je poznat i kada se kiseli. Kupus je crvenkaste boje specifična okusa i mirisa.Kupus se sadi na tradicionalan način,a na isti se i kiseli.Takav je kupus odmah mirisan. Cijena mu dostiže vrlo visoku razinu zbog prepoznatljive kvalitete toga brgujskog kupusa.
S njim u svezi je Brgujska kapuzijada i Kapuzarske igre. Uz brgujski kapuz, drugi poznati ratarski proizvod iz Brguda je brgujski krumpir. O brgujskom kapuzu pisao je dr. Matko Laginja 1889. godine.